# 5899 Jedicke
5899 Jedicke este o planetă minoră (asteroid), cu un diametru de 2,672 km, din centura de asteroizi. A fost descoperită pe 9 ianuarie 1986 la Observatorul Palomar de Carolyn S. Shoemaker și a fost numită după Peter Jedicke⁠(d). 
Obiectul prezintă o orbită caracterizată de o semiaxă mare de 1,9284812 UAi, o excentricitate de 0,12, o înclinație de 24,00717 ° în raport cu ecliptica.